# Love Affair (Ray Parker Jr.)
Love Affair è la terza raccolta dedicata al musicista statunitense Ray Parker Jr., pubblicata dalla Arista Records nel 1988.

## Il disco
Destinata al mercato giapponese, Love Affair è una collezione che raccoglie alcune delle più famose ballate scritte ed eseguite da Ray Parker Jr., partendo dall'album A Woman Needs Love fino ad arrivare al recente Sex and the Single Man.

## Tracce
1. It's Our Own Affair -  (Ray Parker Jr.)
2. Old Pro -  (Ray Parker Jr.)
3. Stay the Night -  (Ray Parker Jr.)
4. That Old Song -  (Ray Parker Jr.)
5. One Sided Love Affair -  (Ray Parker Jr.)
6. A Woman Needs Love -  (Ray Parker Jr.)
7. So Into You -  (Ray Parker Jr.)
8. In the Heat of the Night -  (Ray Parker Jr.)
9. Let Me Go -  (Ray Parker Jr.)
10. She Still Feels the Need -  (Ray Parker Jr.)